# Rabbit Fall – Finstere Geheimnisse
Rabbit Fall – Finstere Geheimnisse ist eine kanadische Fernsehserie, welche am 9. November 2007 ihre Premiere beim Sender Space feierte. 
Die Serie besteht aus insgesamt zwei Staffeln mit 14 Episoden.
Die deutschsprachige Erstausstrahlung erfolgte ab 14. April 2010 beim Sender RTL Crime.

## Handlung
Hauptfigur Tara Wheaton, eine Polizistin, wird in die kanadische Provinz beordert, um eine Reihe extrem brutaler Verbrechen aufzuklären. Schon bald muss sie feststellen, dass diese Verbrechen kaum gewöhnlicher Natur sein können und nur durch das Wirken übernatürlicher Kräfte erklärbar sind.

## Besetzung und Synchronisation
Die deutsche Synchronisation der Serie wurde bei der Hermes Synchron GmbH, Berlin, unter Dialogregie von Andreas Böge vorgenommen.
| Schauspieler           | Charakter         | Synchronsprecher         |
| ---------------------- | ----------------- | ------------------------ |
| Andrea Menard          | Tara Wheaton      | Claudia Urbschat-Mingues |
| Kevin Jubinville       | Bob Venton        | Peter Lontzek            |
| Peter Kelly Gaudreault | Ollie Frenette    | Peter Flechtner          |
| Peter Stebbings        | Harley McPherson  | Nicolas Böll             |
| Aren Buchholz          | Jamie             | Till Völger              |
| Booth Savage           | Stanton Martinsky | Lutz Riedel              |
| Tinsel Korey           | Zoe               | Kaya Marie Möller        |

## Veröffentlichung im deutschsprachigen Raum
Eine DVD-Box mit der kompletten Serie erschien am 24. Juli 2015.